# San Carlos de la Rápita
San Carlos de la Rápita (oficialmente y en catalán La Ràpita) es un municipio español ubicado en la comunidad autónoma de Cataluña. Pertenece a la provincia de Tarragona y se encuentra en la comarca del Montsiá.
El término municipal cubre una porción del suroeste del delta del Ebro, incluyendo la playa del Trabucador y la península de la Baña, cerca de una bahía conocido como Puerto de los Alfaques. El municipio está situado en la costa, en la parte noroeste de la bahía.
El municipio está formado por dos distritos o entidades de población: Salinas de la Trinidad (actualmente deshabitado) y San Carlos de la Rápita.

## Geografía
San Carlos de la Rápita forma parte de la comarca del Montsiá y está situado a unos 95 kilómetros de Tarragona. El municipio está atravesado por la carretera nacional N-340, que se extiende entre los puntos kilométricos 1071 y 1074, además de contar con una carretera local que se dirige hacia Deltebre.
El relieve del municipio se caracteriza por la presencia de la sierra de Montsiá al oeste y la península dels Alfacs al este. Esta península incluye el istmo del Trabucador y la Reserva Natural de Punta de la Banya, ambos dentro del Parque Natural del Delta del Ebro. Esta área natural también ocupa parte del norte del territorio, incluyendo la porción más occidental del estanque de l'Encanyissada. Asimismo, el puerto deltaico dels Alfacs se encuentra entre la península y la localidad.
En cuanto a las altitudes, estas varían desde los 684 metros en La Foradada, en plena sierra del Montsiá, hasta el nivel del mar. El casco histórico de San Carlos de la Rápita se eleva a unos 10 metros sobre el nivel del mar. 
| Noroeste: Amposta | Norte: Amposta | Noreste: Amposta          |
| Oeste: Freginals  |                | Este: Mar Mediterráneo    |
| Suroeste: Alcanar | Sur: Alcanar   | Sureste: Mar Mediterráneo |

## Toponimia
En 1780, el municipio pasó a denominarse San Carlos de la Rápita. Sin embargo, durante la Segunda República española, debido a la prohibición de símbolos y referencias monárquicas, el nombre del municipio cambió temporalmente a "La Rápita de los Alfaques", haciendo referencia a su puerto marítimo. Tras el triunfo del bando sublevado en la guerra civil española, el municipio volvió a adoptar su nombre anterior, "San Carlos de la Rápita"
En 2021 los grupos municipales nacionalistas impulsaron un referéndum municipal para eliminar el nombre "Sant Carles" al hacer alusión el nombre al rey Carlos III, que le hace honor por ser el impulsor de la construcción del puerto y el núcleo urbano actual. Pese a que en el referéndum solo votó a favor el 18 % de la población, no llegando al mínimo acordado del 20 %, se impuso la mayoría nacionalista en el pleno del ayuntamiento y se aprobó el cambio del nombre, pasando la denominación oficial y en catalán desde febrero de 2022 a La Ràpita, que era el nombre antes del siglo XVIII.

## Prehistoria
En San Carlos de la Rápita, se descubrió la única pintura paleolítica de Cataluña. En el interior de la cueva del Tendo, en la Moleta de Cartagena, los espeleólogos Isidre Urgellés y Armand Ávalos encontraron, en 1964, un toro rampante pintado en color negro sobre una estalagmita.
Esta pintura rupestre paleolítica fue la primera de su tipo en ser descubierta en el sector oriental de la península ibérica, que actualmente cuenta con otras muestras similares, como la cueva del Niño (Ayna, Albacete), la cueva de Jorge, la cueva de las Cabras y el Conjunto del Arco (Cieza, Murcia), entre otras. Lamentablemente, la pintura fue expoliada poco después de su hallazgo original.
En los años 80, la cueva fue reestudiada, y en 1990 se llevó a cabo un proyecto de prospección dirigido por Anna Alonso y Alexandre Grimal Navarro. A pesar de que aportaron datos interesantes y sustanciales, la suerte de esta extraordinaria muestra del mundo creencial de los grupos paleolíticos sigue siendo desconocida.

## Historia
Antes de la reconquista cristiana, el lugar ya estaba habitado, tal como se registra en un documento de 1097 en el que Ramón Berenguer III cedió el castillo de la Rápita al monasterio de San Cugat del Vallés. El conde impuso la condición de que el lugar fuera repoblado por los monjes del cenobio. Como resultado, se estableció un priorato en el castillo, lo que facilitó el inicio de la recolonización de las tierras, que fue especialmente activa durante el siglo XIII.
En 1260, los monjes de San Cugat vendieron el castillo y el resto del término a los monjes hospitalarios, con quienes habían tenido varios litigios en el pasado. Posteriormente, en el castillo se estableció una comunidad de monjas que permaneció en el lugar hasta 1579, año en el cual se trasladaron a Tortosa. En 1280, el señorío del lugar pasó a manos de la corona.
A mediados del siglo XVIII, el rey Carlos III ordenó la construcción de un puerto en la zona del Delta del Ebro, así como la creación de un importante núcleo urbano en la villa pesquera de La Rápita. En su honor, el lugar recibió el nombre de San Carlos de la Rápita. El objetivo del rey era convertir el puerto de los Alfaques en uno de los principales del Mediterráneo. Para lograrlo, entre los años 1780 y 1794 se llevó a cabo la construcción de un canal de navegación que conectaba Amposta con San Carlos de la Rápita. Además, se realizaron trabajos de fortificación y se inició la construcción de varios edificios importantes, como la aduana, el palacio del gobernador y la iglesia.
Sin embargo, la muerte del rey y los problemas económicos durante los últimos años de su reinado dejaron la mayoría de las obras incompletas, afectando el desarrollo del proyecto.
Durante la Guerra de la Independencia en 1811, el general Louis Gabriel Suchet se fortificó temporalmente en el puerto de San Carlos de la Rápita, que fue ocupado nuevamente después de la toma de Tarragona. En 1860, la ciudad fue escenario del desembarco del general Ortega, un intento de sublevación carlista para derrocar a la reina Isabel II.

## Geografía humana

### Demografía
Cuenta con una población de 15 683 habitantes (INE 2024).
| Gráfica de evolución demográfica de San Carlos de la Rápita entre 1842 y 2021 |
| |
| Población de derecho según los censos de población del INE Población de hecho según los censos de población del INEEn estos censos se denominaba San Carlos de la Rápita: 1842, 1857, 1860, 1877, 1887, 1897, 1900, 1910, 1920, 1930, 1940, 1950, 1960, 1970 y 1981 |

- Evolución demográfica de San Carlos de la Rápita entre 1996 y 2008

| 1996   | 1998   | 1999   | 2000   | 2001   | 2002   | 2003   | 2004   | 2005   | 2006   | 2008   | 2016   |
| ------ | ------ | ------ | ------ | ------ | ------ | ------ | ------ | ------ | ------ | ------ | ------ |
| 10 828 | 10 976 | 11 106 | 11 194 | 11 485 | 11 735 | 12 095 | 12 594 | 13 181 | 13 488 | 15 307 | 14 718 |

### Economía

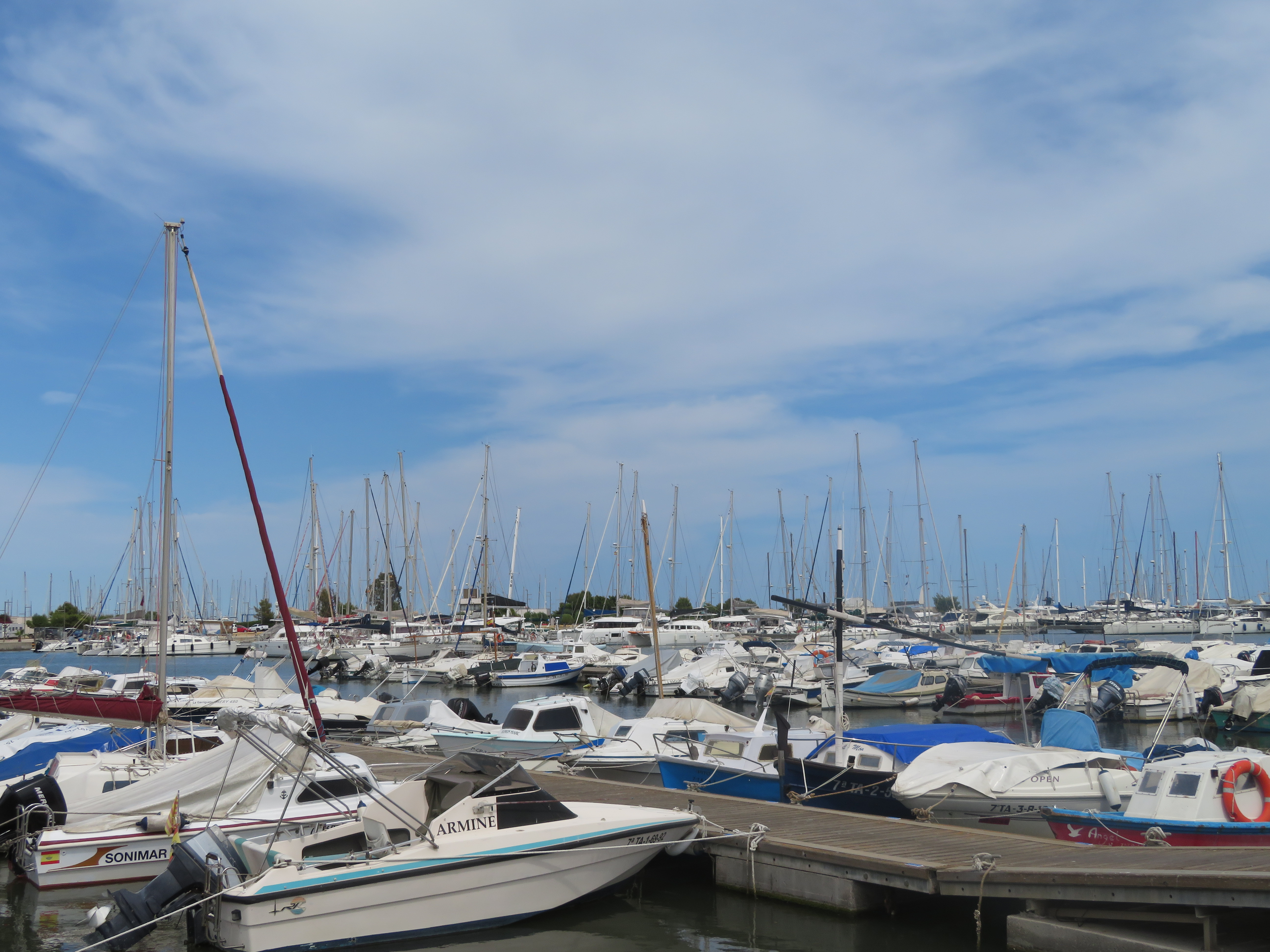
Puerto deportivo de San Carlos de la Rápita.

El puerto de San Carlos de la Rápita, finalizado en 1954, se ha convertido en un importante centro pesquero de la región. Sus instalaciones incluyen una lonja, fábricas de hielo y atarazanas para la construcción de barcos de hasta 30 metros de eslora. Entre las actividades pesqueras destacan la captura de langostinos y mariscos, como mejillones y ostras, que también son cultivados en bateas (viveros) ubicados en la bahía de los Alfaques.
A mediados del siglo XIX, se introdujo el cultivo de arroz en la zona, y alcanzó su máxima producción durante la Primera Guerra Mundial. Aunque el arroz es el principal cultivo, también se encuentran olivares y plantaciones de algarrobos en la región. Además, durante el siglo XIX, comenzó la explotación de las salinas de la Trinidad para la producción y exportación de sal.
Gracias a sus hermosas playas, San Carlos de la Rápita es un destacado centro turístico. La belleza natural del lugar y sus playas atraen a visitantes tanto locales como extranjeros, lo que ha contribuido al desarrollo del turismo en la zona y al crecimiento económico de la comunidad local.

### Transporte y comunicaciones
El término municipal de San Carlos de la Rápita es atravesado por la carretera N-340, que anteriormente pasaba por el propio pueblo. Sin embargo, el 11 de julio de 1978, comenzó la construcción de la variante actual de esta carretera, que evita el interior del casco urbano. Esta obra se llevó a cabo como respuesta a un trágico accidente ocurrido previamente, en el que un camión cargado de gas propileno explotó, afectando al cercano camping de los Alfaques y causando la trágica muerte de 215 personas.
El municipio se encuentra a una distancia de 18 km de la estación de La Aldea-Amposta-Tortosa del ferrocarril y a 25 km de la estación de Ulldecona-Alcanar-La Sénia. Ambas estaciones ofrecen servicio de trenes de Media Distancia, mientras que la primera cuenta además con parada de trenes de largo recorrido. Estas conexiones ferroviarias brindan opciones de transporte tanto para los residentes locales como para los visitantes que desean explorar la región.

## Cultura
Gran parte de la arquitectura de la ciudad de San Carlos de la Rápita presenta un aspecto neoclásico, resultado de las obras iniciadas por Carlos III. Entre los edificios más destacados se encuentran el edificio de la Glorieta y el conocido como iglesia nueva.
La Glorieta se ubica en la parte superior de la villa. Aunque quedó inacabada, originalmente estaba diseñada para funcionar como un mirador hacia el mar, pero en la actualidad, se encuentra rodeada de altos edificios, perdiendo esa función panorámica. La Glorieta se caracteriza por una rotonda con tres arcos de ladrillo enmarcados por columnas. En su interior, también se encuentran otras columnas que tenían la intención de sostener una cúpula que nunca fue construida.

Por otro lado, el edificio conocido como iglesia nueva estaba originalmente destinado a funciones administrativas. A pesar de quedar inacabado, presenta una planta de cruz griega. La fachada se inspira en el estilo neoclásico y cuenta con una puerta de entrada que incluye dos columnas jónicas. Ambos edificios, tanto la Glorieta como la iglesia nueva, han sido considerados monumentos desde el año 1984.

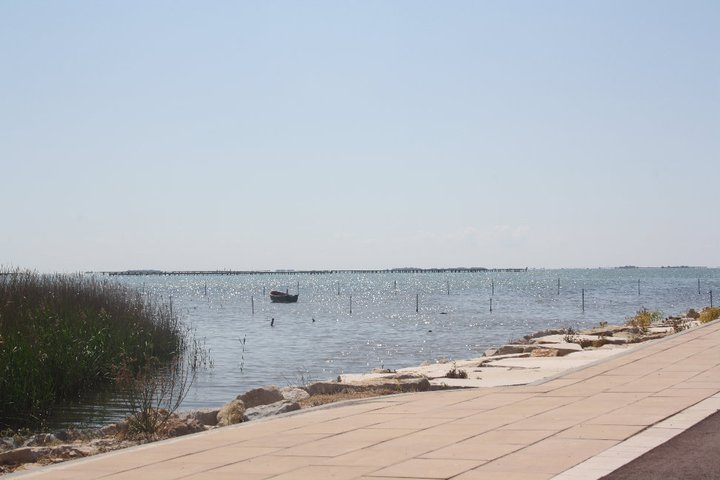
Paisaje de la localidad.

La iglesia parroquial de San Carlos de la Rápita está dedicada a la Santísima Trinidad. Su construcción se llevó a cabo en 1941, ocupando el mismo sitio donde se encontraba el antiguo templo, el cual fue derribado durante la Guerra Civil. La iglesia presenta una estructura de nave única con capillas laterales. El ábside está cubierto por una bóveda de cuarto de esfera. Además, cuenta con un campanario adyacente, el cual carece de adornos decorativos.
En la zona de la Torreta, se halla la torre de la Guardiola, coronada por una estatua del Sagrado Corazón. Esta torre, de planta cuadrada, ha sido documentada por primera vez en 1483, aunque solo se conserva una parte de la misma en la actualidad.
En las cuevas de la Moleta de Cartagena, se descubrieron en 1964 una serie de pinturas rupestres datadas en el paleolítico. Estas pinturas representan a un toro y a una figura situada entre las piernas del toro, que se cree que podría ser un arquero. Además, en el fondo marino cercano, se han encontrado algunos restos romanos, principalmente ánforas.
San Carlos de la Rápita celebra su fiesta mayor en el mes de julio, mientras que durante el mes de septiembre tienen lugar las festividades en honor de la Virgen de la Rápita. Estas festividades son momentos destacados en la vida de la comunidad y atraen tanto a residentes como a visitantes para participar en las celebraciones y disfrutar de la cultura y tradiciones locales.